# 联邦议会 (墨西哥)
联邦议会（西班牙語：Congreso de la Unión）是墨西哥的国家立法机关。联邦议会实行两院制，由参议院和众议院组成。每届参议院任期6年，众议院任期3年。参议院有128名议员，众议院有500名议员。